# Австрія на зимових Олімпійських іграх 1956
Австрія на зимових Олімпійських іграх 1960 була представлена 26 спортсменами у 5 видах спорту.

## Медалісти
| Медаль | Спортсмен                | Вид                 | Дисципліна         |
| ------ | ------------------------ | ------------------- | ------------------ |
| Золото | Тоні Зайлер              | гірськолижний спорт | швидкісний спуск   |
| Золото | Тоні Зайлер              | гірськолижний спорт | гігантський слалом |
| Золото | Тоні Зайлер              | гірськолижний спорт | слалом             |
| Золото | Сіссі Шварц Курт Оппельт | фігурне катання     | пари               |
| Срібло | Андерль Мольтерер        | гірськолижний спорт | гігантський слалом |
| Срібло | Путці Франдль            | гірськолижний спорт | гігантський слалом |
| Срібло | Регіна Шепф              | гірськолижний спорт | слалом             |
| Бронза | Андерль Мольтерер        | гірськолижний спорт | швидкісний спуск   |
| Бронза | Вальтер Шутстер          | гірськолижний спорт | гігантський слалом |
| Бронза | Теа Гохлайтнер           | гірськолижний спорт | гігантський слалом |
| Бронза | Інгрід Вендль            | фігурне катання     | жінки              |